# Fraissinet-de-Fourques
Fraissinet-de-Fourques è un comune francese di 82 abitanti situato nel dipartimento della Lozère nella regione dell'Occitania.

## Storia

### Simboli
Lo stemma è stato adottato nell'ottobre del 2015.
Il verde dello sfondo simboleggia sia le ampie aree agricole a nord del comune sull'altopiano del Causse-Méjean, che producono foraggio e cereali, sia le vaste foreste nella parte meridionale intorno a Perjuret, ai piedi del monte Aigoual.
Il mare di azzurro ricorda che il comune è attraversato da una numerosi fossi e corsi d'acqua, tra cui il Fraissinet che attraversa il centro abitato. Il ponte rappresenta i due esistenti nel villaggio mentre la ruota i due mulini: uno sul Clauzel e uno sul torrente Fraissinet.
Il ramo di frassino (in francese frêne) fa riferimento al nome del comune, che significa "luogo in cui cresce il frassino"; le foglie rappresentano le località abitate comprese quelle oggi scomparse: il capoluogo Fraissinet, Clauzel, Fourques, l'Hom, Malbosc, Perjuret, Veigalier e Viallas.
Lo staffile e la spada sono attributi rispettivamente di san Gervasio e di san Protasio, decapitato dopo la morte del fratello, patroni della parrocchia di Fraissinet.
Le pecore rappresentano l'importanza dell'allevamento ovino.
Lo scudo è ornato da due rami di castagno di verde, fruttati d'oro, legati d'oro per indicare la presenza di boschi a sud del comune. Una lista d'argento reca il nome del comune in lettere maiuscole di nero. La corona muraria è quella di comune.

## Società

### Evoluzione demografica
Abitanti censiti